# Daisugi

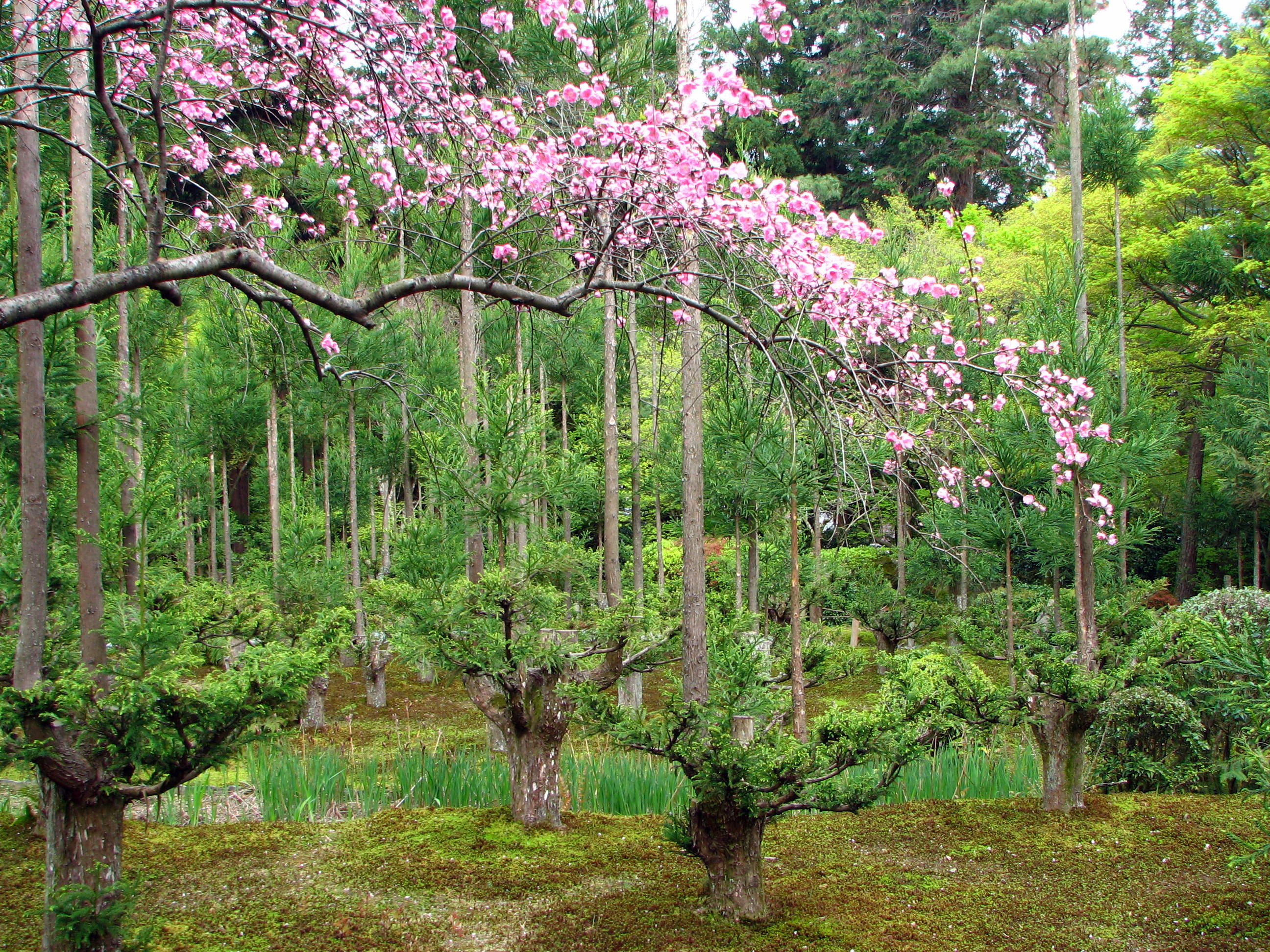
Alberi coltivati con tecnica Daisugi a Ryōan-ji

Daisugi (台 杉) è una tecnica di selvicoltura giapponese simile al ceduo, usata sugli alberi di Cryptomeria (Sugi). Il termine si traduce approssimativamente come "cedro piattaforma".
Il daisugi è un sistema di potatura utilizzato per produrre legno senza abbattere gli alberi.
I germogli dalla base dell'albero vengono potati in modo che il tronco rimanga dritto. Si ritiene che la produzione di tronchi secondo la tecnica daisugi sia iniziata nel periodo Muromachi. A quel tempo, la cerimonia del tè divenne popolare in parte perché i tronchi di daisugi venivano usati nella costruzione della sala da tè, ad esempio per l'alcova tokonoma. L'area Kitayama di Kyoto divenne particolarmente nota per la sua silvicoltura daisugi .
Questa tecnica produce una raccolta di tronchi dritti senza dover abbattere l'intero albero. Sebbene in origine fosse una tecnica di gestione forestale, il daisugi ha trovato la sua strada anche nei giardini giapponesi .